# معهد الدفاع الجوي للقوات المسلحة (مصر)
معهد الدفاع الجوي هو إحدى معاهد القوات المسلحة المصرية والذي يقوم بتأهيل وإعداد الضباط من خريجي كلية الدفاع الجوي لتولي الوظائف القيادية المختلفة، ويحتوي على العديد من الفصول التعليمية وقاعات التدريب العملي المزودة بمقلدات التدريب الحديثة، كما يقوم المعهد بعقد دورات متخصصة لتأهيل ضباط الدفاع الجوي للحصول على ماجستير العلوم العسكرية من كلية القادة والأركان.

## مديري المعهد
- لواء أركان حرب / جمال الطحلاوي.[4]
- لواء أركان حرب / إسماعيل حسن عطية.[5]
- لواء أركان حرب / صلاح المعداوي.[6]